# 999年
| 千纪： | 1千纪 |
| 世纪： | 9世纪 \| 10世纪 \| 11世纪                                                                                                  |
| 年代： | 960年代 \| 970年代 \| 980年代 \| 990年代 \| 1000年代 \| 1010年代 \| 1020年代                                               |
| 年份： | 994年 \| 995年 \| 996年 \| 997年 \| 998年 \| 999年 \| 1000年 \| 1001年 \| 1002年 \| 1003年 \| 1004年                       |
| 纪年： | 己亥年（猪年）；于阗天兴十四年，天壽元年；契丹統和十七年；北宋咸平二年；大理明治三年；越南應天六年；日本長德五年，長保元年 |

## 大事记

### 亚洲
- 遼聖宗趁北宋宋太宗駕崩，宋真宗即位的時候發動河北之戰，雙方互有勝負。
- 宋真宗設杭州市舶司、明州市舶司（明州今寧波）。
- 萨曼王朝被锡尔河北方的喀喇汗国灭掉。

## 出生
- 4月11日——包拯，中國北宋官員。

## 逝世
- 2月18日——額我略五世，羅馬教宗。
- 9月——貝爾穆多二世，萊昂國王。